# Ataque silábico
En fonética y fonología, un ataque silábico, también denominado arranque silábico, es la parte de una sílaba que precede al núcleo de la misma. En el estudio de las lenguas siníticas, los ataques son conocidos como iniciales (en chino, CT: 聲母, CS: 声母, PY: shēngmǔ).

## Estructura silábica
Una sílaba posee una estructura que comienza con un ataque, seguido de una rima o parte final (yunmu).
sílaba: C1(C2)V1(V2)(C3)(C4) = ataque: C1(C2) + rima: V1(V2)(C3)(C4)
sílaba: V1(V2)(C3)(C4) = ataque: Ø (nulo) + rima: V1(V2)(C3)(C4)
(C = consonante, V = vocal, los componentes opcionales se muestran entre paréntesis.)
Dependiendo de la fonosintaxis de una lengua, el ataque podrá consistir de una única consonante, de un racimo de consonantes, o ser nulo. Si una sílaba comienza con una vocal u otra sonorante silábica, se dice que la sílaba no tiene ataque o tiene ataque nulo. (La mayoría de los idiomas permiten esta posibilidad.) En los estudios de las lenguas chinas, los términos inicial nula e inicial cero son usados con frecuencia.

## Idioma chino
El ataque o inicio fue llamado shēngniǔ (chino tradicional: 聲紐; chino simplificado: 声纽), o simplemente shēng o niǔ, en los estudios fonológicos tradicionales desde la dinastía Jìn.[cita requerida] Para cada grupo de caracteres pronunciados con la misma consonante inicial, se tomó uno para denominar la inicial. También se tomó un carácter del grupo sin consonante inicial; este fue el principio del concepto de inicial nula.